# Peter Bogdanovich
Peter Bogdanovich (Kingston, New York, 1939. július 30. – Los Angeles, 2022. január 6.) BAFTA-díjas amerikai filmrendező, forgatókönyvíró, producer, színész, író. 
Fontosabb, kritikailag elismert rendezései közé tartozik Az utolsó mozielőadás (1971), a Mi van, doki? (1972), a Papírhold (1973) és a Maszk (1985).
Színészként a Maffiózók című televíziós drámasorozatból és A szél másik oldala (2018) című filmből ismert.
Az aranyláz után a mozi volt az utolsó nagy kaland.

## Fiatalkora
Bogdanovich szerb bevándorló családba született. Festőművész, zongorista édesapja anyjával a második világháború elől menekült Amerikába. A fiatal Bogdanovichot kezdettől a színészkedés érdekelte és tizennyolc évesnek adta ki magát, hogy mielőbb megkezdhesse tanulmányait a Stella Adler színiiskolában.
Hamarosan szerepelt a tévékben, fellépett egyes színházakban, fesztiválokon, és rendezett off-Broadway előadásokat. Szenvedélyes mozilátogató volt, évi négyszáz filmet nézett meg, így szakértője lett az amerikai filmgyártásnak.
A New York-i Modern Művészetek Múzeuma számára monográfiákat írt Orson Wellesről, Howard Hawks-ról, Alfred Hitchcockról, továbbá cikkeket az Esquire magazinnak.

## Filmes pályafutása
A francia újhullám, különösen Truffaut hatása alatt elhatározta, hogy filmeket fog készíteni. Első önálló filmje a Célpontok, melyben egy átlagos fehér srác bekattan és gyilkolni kezd. Ezután készítette Az utolsó mozielőadás (The Last Picture Show) című filmet 1971-ben, fekete-fehérben. A film hősei, Sonny és Duane egy poros kisvárosban élnek, és mire felnőtté válnak, eltűnik a mozi is: az illúziók világa. A filmet nyolc Oscar-díjra jelölték, amiből kettőt elnyert.
Kimagasló szépségű történet a Papírhold (Paper Moon) is, mély humanizmus árad belőle (mint Bogdanovich minden filmjéből).
Szerepelt A férjem védelmében című sorozat 5. évadában, ahol önmagát alakította, szerepe szerint Marilyn Garbanza (Peter Florrick kormányzó etikai tanácsadója) születendő gyermekének az apja.

## Halála
Nyolcvankét évesen, 2022. január 6-án hunyt el Los Angeles-i otthonában, halálát Parkinson-kór miatti komplikációk okozták.

## Filmográfia

### Filmrendező
| Év   | Magyar cím              | Eredeti cím                                           | Feladatkör | Feladatkör | Feladatkör | Megjegyzések       |
| Év   | Magyar cím              | Eredeti cím                                           | Rendező    | Író        | Producer   | Megjegyzések       |
| ---- | ----------------------- | ----------------------------------------------------- | ---------- | ---------- | ---------- | ------------------ |
| 1968 |                         | Voyage to the Planet of Prehistoric Women             | Igen       | Nem        | Nem        | Derek Thomas néven |
| 1968 | Célpontok               | Targets                                               | Igen       | Igen       | Igen       | vágó               |
| 1971 | Rendezte John Ford      | Directed by John Ford                                 | Igen       | Igen       | Nem        | dokumentumfilm     |
| 1971 | Az utolsó mozielőadás   | The Last Picture Show                                 | Igen       | Igen       | Nem        | vágó               |
| 1972 | Mi van, doki?           | What's Up, Doc?                                       | Igen       | Igen       | Igen       |                    |
| 1973 | Papírhold               | Paper Moon                                            | Igen       | Nem        | Igen       |                    |
| 1974 | Daisy Miller            | Daisy Miller                                          | Igen       | Nem        | Igen       |                    |
| 1975 | Várva várt szerelem     | At Long Last Love                                     | Igen       | Igen       | Igen       |                    |
| 1976 | Az ötcentes mozi        | Nickelodeon                                           | Igen       | Igen       | Nem        |                    |
| 1979 |                         | Saint Jack                                            | Igen       | Igen       | Nem        |                    |
| 1981 | És mindenki nevetett    | They All Laughed                                      | Igen       | Igen       | Nem        |                    |
| 1985 | Maszk                   | Mask                                                  | Igen       | Nem        | Nem        |                    |
| 1988 | A szerelem jogán        | Illegally Yours                                       | Igen       | Nem        | Igen       |                    |
| 1990 |                         | Texasville                                            | Igen       | Igen       | Igen       |                    |
| 1992 | Függöny fel             | Noises Off                                            | Igen       | Nem        | Vezető     |                    |
| 1993 | Amit szerelemnek hívnak | The Thing Called Love                                 | Igen       | Nem        | Nem        |                    |
| 2001 | Pénzeszsák              | The Cat's Meow                                        | Igen       | Nem        | Nem        |                    |
| 2007 |                         | Tom Petty and the Heartbreakers: Runnin' Down a Dream | Igen       | Nem        | Nem        | dokumentumfilm     |
| 2014 | Megőrjít a csaj         | She's Funny That Way                                  | Igen       | Igen       | Nem        |                    |
| 2018 |                         | The Great Buster                                      | Igen       | Igen       | Igen       | dokumentumfilm     |

### Televíziós rendező
- 2004 Bukott hazárdőr (tévéfilm)
- 2004 Maffiózók (tévésorozat) (Sentimental Education)
- 2004 Natalie Wood rejtélyes élete (tévéfilm)
- 1999 A Saintly Switch (tévéfilm)
- 1998 Naked City: A Killer Christmas (tévéfilm)
- 1997 Rescuers: Stories of Courage: Two Women (tévéfilm)
- 1997 Biztonság hitelbe (tévéfilm)
- 1996 Tanár úrnak szeretettel 2. (tévéfilm)
- 1995 Fallen Angels (tévésorozat) (A Dime a Dance)
- 1995 Never Say Goodbye Aids Benefit by Yoko Ono (video short)
- 1994 Picture Windows (tévésorozat) (Song of Songs)

### Színészként
- A vad angyalok (1966)
- Az utazás (1967)
- Célpontok (1968)
- Az utolsó mozielőadás (1971)
- És mindenki nevetett (1981)
- A simlis és a szende (1987)
- Festménymesék (1994)
- 54 (1998)
- Lányok a csúcson (1999)
- Csak 18 éven felülieknek (2000)
- Maffiózók (2000-2007)
- Cannes-i kavalkád (2001)
- Változó idők (2003)
- Pimaszok, avagy kamaszba nem üt a mennykő (2004)
- Esküdt ellenségek: Bűnös szándék (2005-2007)
- A hírhedt (2006)
- Nélküled nem megy (2007)
- Tört angolsággal (2007)
- A Simpson család (2007)
- Ütött-kopott hírnév (2007)
- Humboldt megye (2008)
- Így jártam anyátokkal (2010)
- Egyedül a világ ellen (2010)
- A ház úrnője (2010)
- Született detektívek (2011)
- Ki van itt? (2013)
- A 40 az új 20 (2014)
- A szél másik oldala (2018)
- Az – Második fejezet (2019)
- Szóljatok a köpcösnek! - A sorozat (2017-2019)

## Könyvei
- Peter Bogdanovich: The Cinema of Orson Welles (1961)
- Peter Bogdanovich: The Cinema of Howard Hawks (1962)
- Peter Bogdanovich: The Cinema of Alfred Hitchcock (1963)
- Peter Bogdanovich: John Ford (1967; expanded 1978)
- Peter Bogdanovich: Fritz Lang in America (1969)
- Peter Bogdanovich: Allan Dwan: The Last Pioneer (1970)
- Peter Bogdanovich: Pieces of Time (1973; expanded 1985)
- Peter Bogdanovich: The Killing Of The Unicorn– Dorothy Stratten 1960-1980. William Morrow and Company, 1984
- Peter Bogdanovich: This Is Orson Welles. HarperPerennial, 1992
- Peter Bogdanovich: A Moment with Miss Gish. Santa Barbara : Santa Teresa Press, 1995. WorldCat
- Peter Bogdanovich: Who The Devil Made It: Conversations with Legendary Film Directors. Alfred A. Knopf, 1997
- Peter Bogdanovich: Peter Bogdanovich:'s Movie of the Week. 1999
- Peter Bogdanovich: Who the Hell's in It: Conversations with Hollywood's Legendary Actors. Alfred A. Knopf, 2004

## Fordítás
- Ez a szócikk részben vagy egészben  a   Peter Bogdanovich című angol Wikipédia-szócikk fordításán alapul.  Az eredeti cikk szerkesztőit annak laptörténete sorolja fel. Ez a jelzés csupán a megfogalmazás eredetét és a szerzői jogokat jelzi, nem szolgál a cikkben szereplő információk forrásmegjelöléseként.